# Bradypodion adolfifriderici
Bradypodion adolfifriderici este o specie de cameleoni din genul Bradypodion, familia Chamaeleonidae, descrisă de Richard Sternfeld în anul 1912. Conform Catalogue of Life specia Bradypodion adolfifriderici nu are subspecii cunoscute.